# Хоффманн, Михаэль
Михаэль Хоффманн (нем. Michael Hoffmann; род. 19 сентября 1970, Бохум) — немецкий шахматист, гроссмейстер (2009). По профессии — адвокат.

## Шахматная карьера
В составе национальной сборной участник 2-х Кубков Митропы (1991, 1995). В 1991 в составе команды выиграл бронзовую медаль.
Участник 9-го чемпионата Европы (2008) в г. Пловдиве (+3 −3 =5).
В составе различных команд участник 6-ти Кубков европейских клубов по шахматам (2006, 2009—2011, 2013—2014).
В составе команды «Ганновер» участник 2-х командных чемпионатов мира среди сеньоров в категории 50+ (2015—2016).

## Спортивные достижения
| Год  | Город           | Турнир                                                              | + | − | = | Результат | Место |
| ---- | --------------- | ------------------------------------------------------------------- | - | - | - | --------- | ----- |
| 2006 | Фюген           | 22-й Кубок европейских клубов (SG 1868 Aljechin Solingen; Германия) | 1 | 1 | 5 | 3½ из 7   |       |
| 2009 | Охрид           | 25-й Кубок европейских клубов (SG 1868 Aljechin Solingen; Германия) | 2 | 3 | 2 | 3 из 7    |       |
| 2010 | Пловдив         | 26-й Кубок европейских клубов (SG 1868 Aljechin Solingen; Германия) | 2 | 1 | 4 | 4 из 7    |       |
| 2011 | Рогашка-Слатина | 27-й Кубок европейских клубов (La Tour d'Ans-Loncin; Бельгия)       | 1 | 0 | 5 | 3½ из 6   |       |
|      |                 |                                                                     |   |   |   | из        |       |

## Изменения рейтинга
| Графики недоступны из-за технических проблем. См. информацию на Фабрикаторе и на mediawiki.org. |